# Ядовитый плющ 2: Лили
«Ядовитый плющ 2: Лили» (англ. Poison Ivy II: Lily) — американский эротический триллер. Сиквел фильма «Ядовитый плющ». Премьера состоялась 16 января 1996 года. Рейтинг MPAA: Детям до 17 лет обязательно присутствие родителей.
Слоган фильма «Passion. Seduction. Betrayal. Lily wanted to be just like Ivy» (Страсть. Соблазнение. Предательство. Лили хочет быть как плющ).

## Сюжет
Лили — молодая художница, которая приехала из одного забытого богом места в Мичигане в Лос-Анджелес, для того чтобы учиться здесь искусствам. Она живёт в общежитии. У Лили завязываются сексуальные отношения с начинающим скульптором, который учится с ней в одной группе и живёт в том же общежитии, что и она. Да и ещё один парень-музыкант, выраженной монголоидной внешности, к Лили тоже неровно дышит. Правда, он всё время только наблюдает за ней, не особо пытаясь делать это скрытно.
Поначалу Лили предстаёт перед зрителем достаточно скромной и благовоспитанной юной особой. Однако в своей комнате она находит дневник одной девушки, Айви (имя Айви означает плющ, и здесь как раз идёт намёк на фильм «Ядовитый плющ» и отсылка к нему). Эта Айви жила здесь прежде. Лили зачитывается чужим дневником, из которого видно, что Айви мечтала о том, чтобы «разбивать сердца и открывать мужчинам тёмные, плохие места, в которых они не бывали». И Лили решает воплотить мечту Айви в жизнь.
«Учение Айви» Лили решает опробовать на интересном ей мужчине — преподавателе. Он — талантливый художник, но без вдохновения вот уже не первый год, что заметно по его студии, задрапированной пыльной тканью. У него есть жена и маленькая дочка, но они мало его волнуют. Вообще, по виду он в начале фильма флегматичен. Хотя поговаривают, что в гневе он однажды чуть не убил обоих членов семьи. Лили кокетничает с ним на занятиях — и вот он уже берёт её в свой дом сиделкой для дочки. Несколько позже он даёт ей понять, что проникся ей, и предлагает стать его натурщицей. Та соглашается, позирует в том числе и обнажённой, и художник преображается на глазах. Он начинает с новым воодушевлением творить.
Заметив это, её парень ссорится с ней: ведь она не слушает его предостережений, а только ещё более запальчиво хвастает о своих успехах. Парень обижается и уходит. Лили в гостях у своего работодателя становится объектом его домогательств. Ей удаётся убежать, однако полностью потерявший самообладание мужчина приходит к ней вечером в комнату в общежитии и кричит ей, что теперь она от него не отделается. На крик прибегает монголоидный студент-музыкант, пытается вступиться за Лили, но художник забивает его. Внезапно возвращается парень Лили, но и он оказывается жестоко побит обезумевшим художником. Только чудом Лили удаётся выскользнуть из-под самого носа психопата, и в итоге преподаватель выпадает в окно. В последнем эпизоде фильма Лили просит прощения у своего парня, мирится с ним и обещает больше не пытаться идти по наклонной плоскости.

## В ролях
| Актёр             | Роль          |
| ----------------- | ------------- |
| Алисса Милано     | Лили Лионетти |
| Джонатон Шек      | Гредин        |
| Ксандер Беркли    | Дональд Фальк |
| Белинда Бауэр     | Анжела Фальк  |
| Камилла Белль     | Дафни Фальк   |
| Кэтрин Дора Браун | Таня          |
| Уолтер Ким        | Роберт        |
| Виктория Хаас     | Бриджитт      |
| Тара Эллисон      | Катрин        |

## Критика
На сайте Rotten Tomatoes фильм получил 14 % «свежести» на основе 7 рецензий со средним баллом 3.70/10.